# Động đất Haiti 2010
Động đất Haiti 2010 là trận động đất có độ lớn 7,0 Mw có tâm chấn nằm cách thủ đô Port-au-Prince của Haiti khoảng 25 km về phía tây, xảy ra vào lúc 16:53:10 hoặc 04:53:10 chiều theo giờ địa phương (21:53:10 UTC) vào thứ ba, 12 tháng 1 năm 2010, và chấn tiêu ở độ sâu 13 km. Cục Khảo sát Địa chất Hoa Kỳ đã ghi nhận một loạt các dư chấn, trong số đó có 14 dư chấn có độ lớn nằm trong khoảng 5,0 đến 5,9. Hội chữ thập Đỏ quốc tế loan báo rằng có khoảng 3 triệu người bị ảnh hưởng bởi trận động đất, con số thương vong mà Chính phủ Haiti ước tính hơn 200.000 người.
Hầu hết các công trình lớn của Port-au-Prince đã bị hư hỏng hoặc bị phá hủy bao gồm Dinh tổng thống, tòa nhà Quốc hội, Nhà thờ lớn Port-au-Prince và nhà tù chính. Tất cả bệnh viện đều bị phá hủy hoặc hư hỏng nặng nên không còn sử dụng được nữa. Liên Hợp Quốc loan báo rằng trụ sở của tổ chức này ở thủ đô Haiti (United Nations Stabilization Mission in Haiti - MINUSTAH) bị sập và số đông các nhân viên của Liên Hợp Quốc chưa thống kê được.

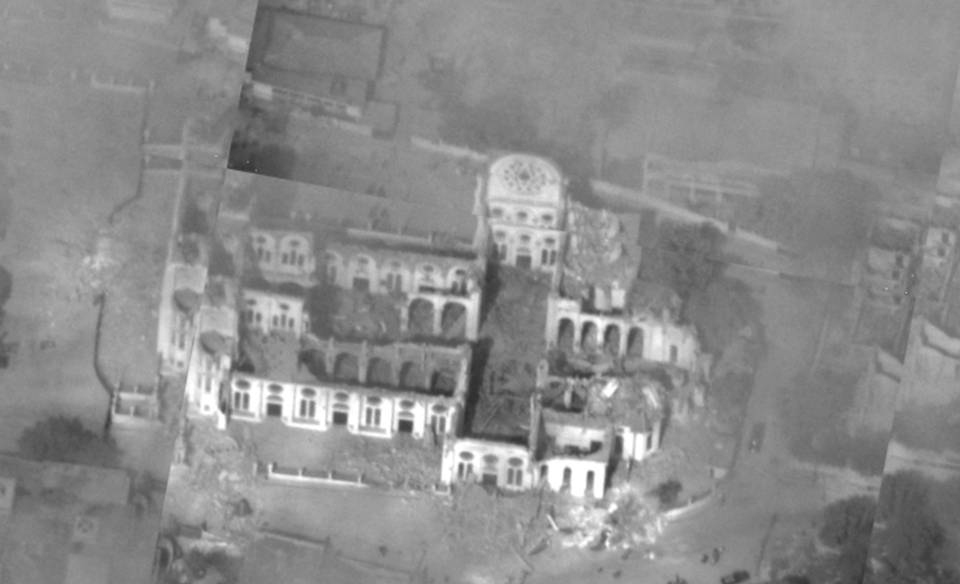
Nhà thờ lớn Port-au-Prince hai ngày sau khi thảm họa Động đất Haiti 2010 diễn ra.

## Thông tin chung
Đảo Hispaniola bao gồm lãnh thổ của Haiti và Cộng hòa Dominica là nơi có hoạt động địa chấn và đã từng bị phá hủy nghiêm trọng trong quá khứ. Năm 1751, một trận động đất đã xảy ra ở đây khi nó nằm dưới sự kiểm soát của Pháp, và trận động đất khác vào năm 1770. Theo sử gia người Pháp Moreau de Saint-Méry (1750–1819), "chỉ có một tòa nhà xây bằng gạch vôi là không bị sụp đổ" ở Port-au-Prince sau trận động đất ngày 18 tháng 10 năm 1751, trong khi đó "cả thành phố sụp đổ" trong trận động đất ngày 3 tháng 6 năm 1770. Một trận động đất khác ngày 7 tháng 5 năm 1842 đã phát hủy thành phố Cap-Haïtien và các thị trấn của nó ở phía bắc Haiiti và Cộng hòa Dominica. Năm 1946, trận động đất có độ lớn 8 tấn công Cộng hòa Dominca và làm rung chuyển Haiti gây ra sóng thần và làm thiệt mạng 1.790 người.
Haiti là quốc gia nghèo nhất ở phía tây bán cầu, được xếp hạng thứ 149 trong 182 quốc gia về chỉ số phát triển con người. Người ta quan ngại về khả năng cung cấp các dịch vụ khẩn cấp khi quốc gia này đối mặt với thảm họa nghiêm trọng, và quốc gia này được xem là dễ tổn thương về kinh tế theo Tổ chức Lương thực và Nông nghiệp Liên Hợp Quốc. Trận động đất xảy ra quá bất ngờ và vì là một nước nghèo nên có rất ít bệnh viện nhưng đã bị phá hủy hết nên một số bác sĩ đã cho nạn nhân vô nhà mình trị bệnh con số bệnh nhân lên tới 100 người trong một ngôi nhà nhỏ.

## Địa chất

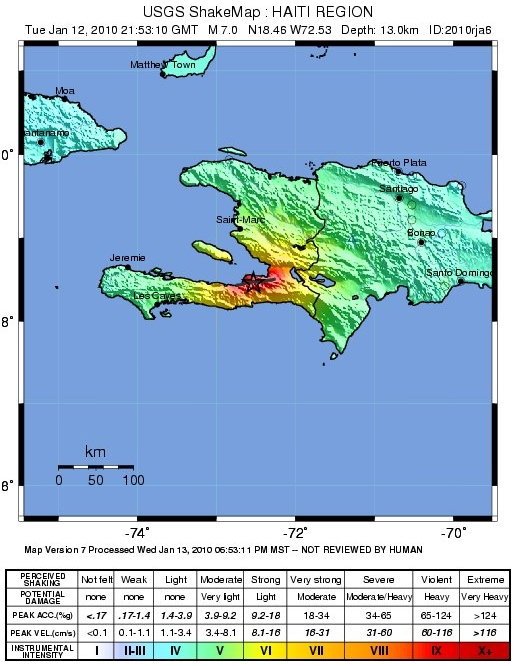
Bản đồ cường độ theo USGS

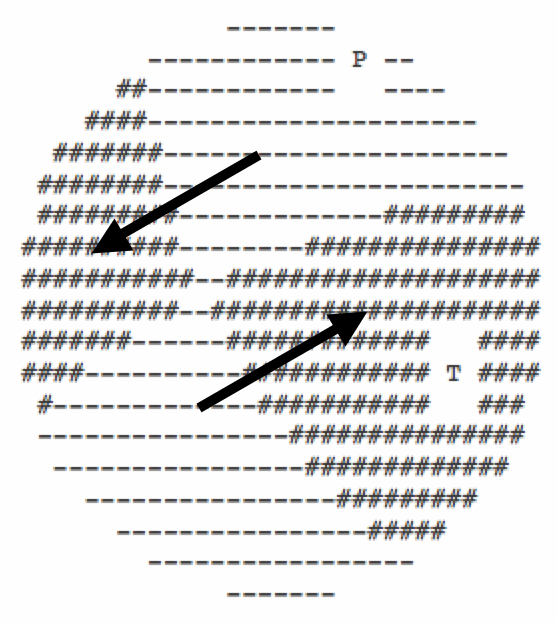
Cơ chế sinh chấn động theo USGS. Các khu vực màu tối là khu vực bị nén, khu vực màu sáng là căng giãn, và hướng bắc phía trên. Các mũi tên thể hiện chuyển động dọc theo đứt gãy trượt bằng trái, mặt đứt gãy nằm dọc theo ranh giới chuyển tiếp từ màu tối sang màu sáng giữa hai mũi tên. Chuyển động này do mảng Caribe (phía nam ở dưới) chuyển đông về phía đông so với mảng Bắc Mỹ (phía bắc ở trên).

Trận động đất xảy ra trên đất liền vào lúc 16:53 UTC-5 ngày 12 tháng 1 năm 2010 cách Port-au-Prince khoảng 15 km về phía tây - tây nam ở độ sâu 10 kilômét (6,2 mi) trên hệ thống đứt gãy Enriquillo-Plantain Garden. Rung động mạnh với cường độ cấp VII - IX theo thang đo Mercalli cải tiến (MM) đã được ghi nhận ở Port-au-Prince và các vùng ngoại ô. Nó cũng lan truyền đến các quốc gia và vùng lãnh thổ xung quanh như Cuba (MM III ở Guantánamo), Jamaica (MM II ở Kingston), Venezuela (MM II ở Caracas), Puerto Rico (MM II - III ở San Juan), và quốc gia giáp biên Cộng hòa Dominicana (MM III ở Santo Domingo).
Chấn động xảy ra ở vùng lân cận ranh giới phía bắc giữa mảng Caribe chuyển động về phía đông với tốc độ tương đối khoảng 20 mm so với mảng Bắc Mỹ. Hệ thống đứt gãy trượt bằng trong khu vực có hai nhánh ở Haiti, đứt gãy Septentrional ở phía bắc và đứt gãy Enriquillo-Plaintain Garden ở phía nam; dữ liệu địa chấn cho thấy chấn động tháng 1 năm 2010 nằm trên đứt gãy Enriquillo-Plaintain Garden. Các phân tích sơ bộ cho thấy rằng biên độ trượt của đứt gãy gần 4 m theo các số liệu chuyển động mặt đất được ghi nhận trên khắp thế giới.
USGS đã ghi nhận sáu dư chấn trong 2 giờ sau trận động đất chính có độ lớn 5,9, 5,5, 5,1, 4,8, 4,5, và 4,5. Trong vòng 9 tiếng sau trận động đất chính có 26 dư chấn với độ lớn từ 4,2 trở lên đã được ghi nhận với 12 trong số đó có độ lớn từ 5 trở lên.
Trung tâm cảnh báo sóng thần Thái Bình Dương đã đưa ra cảnh báo sóng thần sau chấn động, nhưng đã hủy bỏ cảnh báo ngay sau đó.
Vào lúc 11:03 UTC ngày 20 tháng 1, một dư chấn mạnh, có độ lớn magnitude 5.9 Mw đã xảy ra tại Haiti. Theo USGS, chấn tâm nằm cách Port-au-Prince 
56 km về phía tây-tây nam, bên dưới thành phố Petit-Goâve. Một nhân viên Liên Hợp Quốc nói rằng dư chấn làm sụp đổ 7 tòa nhà ở Petit-Goâve. Các nhân viên làm cho Quỹ bảo trợ trẻ em (Save the Children) nói họ nghe "các cấu trúc đã yếu đang sụp đổ" nhưng không có thiệt hại về hạ tầng đáng kể ở Port-au-Prince. Ngoài ra, thương vọng được cho là rất ít do người dân đang ngủ ở ngoài các tòa nhà.

## Điều kiện sống sau trận động đất

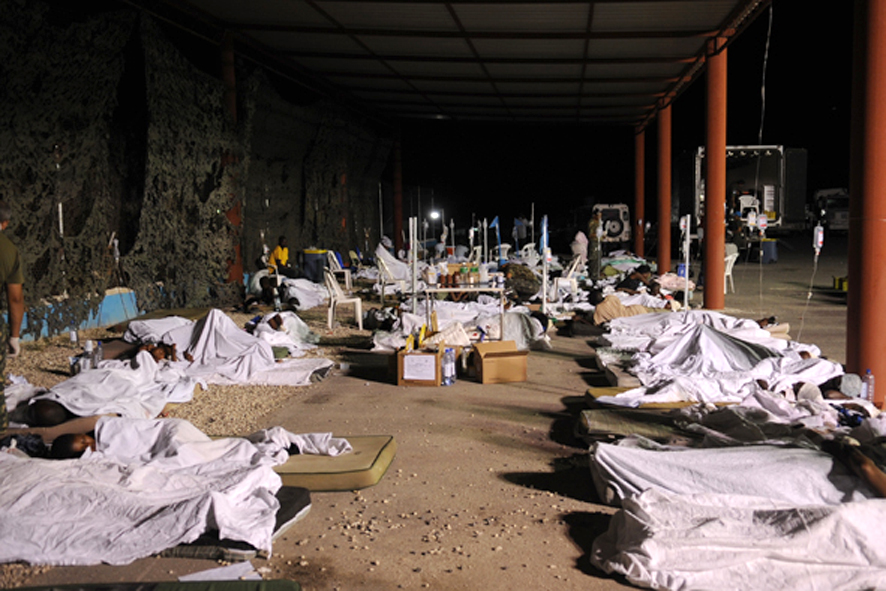
Liều tạm do quân đội Brazil dựng.

Suốt đêm sau trận động đất, nhiều người dân ở Haiti đã ngủ trên các đường phố, trên vỉa hè, trong xe của họ hoặc trong các liều tạm do nhà của họ bị phá hủy hoặc họ sợ các tòa nhà không đứng vững bởi các dư chấn. Thậm chí Tổng thống President Préval không chắc rằng ông sẽ ngủ ở đâu sau khi nhà của ông bị phá hủy. Là một trong những quốc gia nghèo nhất trên thế giới, các tiêu chuẩn xây dựng của Haiti được xem là thấp, và cũng giống như các quần đảo trong vùng Caribe, nước này không có các cốt xây dựng. Các kỹ sư nói rằng không có nhiều tòa nhà ở đây có thể chịu được bất kỳ loại thảm họa nào. Các công trình thường được dựng lên ở bất cứ nơi đâu miễn là thích hợp; một số tòa nhà được xây trên các sườn dốc với móng không đủ vững hoặc bằng thép. Quốc gia này cũng phải chịu tình trạng thiếu nhiên liệu và nước uống thậm chí vào thời điểm không có thiên tai.

## Trợ giúp của thế giới

### Hoa Kỳ
Thứ bảy 16 tháng 1, Tổng thống Barack Obama đã kêu gọi một cuộc một cuộc nỗ lực cứu trợ Haiti, là một đất nước nghèo nhất Châu Mĩ với sự đồng tình của cựu tổng thống George W. Bush. Họ sẽ giúp đỡ Haiti về mặt tài chính để giúp xây dựng lại nhà ở cho người dân đồng thời chuyển lương thực, thuốc men và nhất là nước cho Haiti với hy vọng sẽ giảm bớt phần nào hậu quả cho cơn động đất.

### Việt Nam
Nhà mạng Viettel tham gia tái cơ cấu mạng lưới viễn thông tại đây, trong khi đa số các nhà mạng đã rời khỏi nước này sau thảm hoạ.